# 大谷毅
大谷 毅（おおたに つよし、1943年5月26日 - ）は日本の経営学者。信州大学名誉教授、繊維学部研究特任教授。学位は博士（学術）。都市やリゾートのサービスビジネスの経営問題を専門とし、リゾート開発やフードビジネスのフィージビリティスタディ、ファッションビジネスの国際プレゼンスなどの問題を扱う。その具体的な考え方は、たとえば宮城県が設置した宮城大学事業構想学部の設置申請（趣旨・教育課程・教員組織）や、日本感性工学会の創設などに表出される。

## 経歴
- 東京都出身[2]
- 武蔵大学経済学部卒業[2]
- 1975年3月- 明治大学大学院経営学研究科博士課程単位取得退学[1]
- 1975年4月-信州大学人文学部経済学科講師[1]
- 1983年9月-信州大学経済学部教授(-1997年3月）[1]
- 1984年4月-信州大学学生部長併任（-1988年3月）[1]
- 1997年4月-宮城大学事業構想学部長（-2001年3月）同事業計画学科教授（2002年3月）[1]
- 1998年10月-日本感性工学会の創設に参加 同理事
- 2002年4月-信州大学繊維学部感性工学科（同大学院工学系研究科）教授（-2009年3月）[1]
- 2009年4月-信州大学名誉教授、繊維学部研究特任教授[1]

## 著書
- 『銀行支店長』（単著、日本経済新聞社、1980年）
- 『サービス産業の経済学』（共著、ダイヤモンド社、1981年）
- 『六本木ビジネス』（単著、日本経済新聞社、1984年）
- 『ギャルマーケット』（単著、中央経済社、1986年）
- 『リゾートビジネス』（単著、日本経済新聞社、1986年）
- 『サービス産業の経済学』（共同執筆、日本経済新聞社、1987年）
- 『観光リゾート開発戦略データファイル全10巻』（編著、第一法規出版、1987年）
- 『新・六本木ビジネスの世界』（単著、日本経済新聞社、1988年）
- 『モードとフードの組織ー個性の演出と流行の戦略』（共著、第一法規出版、1988）
- 『リゾートビジネスの構図-岐路に立つ企画現場』（単著、第一法規出版、1991年）
- 『流通経済の基礎』同友館（共著、同友館、1995年）

## 論文等
- 大谷毅, KIMKyoungOk, 高橋正人, 乾滋, 森川英明, 高寺政行「日本のファッション事業と国際プレゼンス:－ファッション工学を標榜する－」『日本感性工学会論文誌』第13巻第5号、日本感性工学会、2014年、629-668頁、doi:10.5057/jjske.13.629、ISSN 1884-0833、NAID 130004957872。
- 「Characteristics of the Design and Production Process for Italian- and Japanese-Made Tailored Jackets in the Global Market」『 Industrial Applications of Affective Engineering』（共著、Springer、2014年）[3]

## 栄典
- 2024年11月 - 瑞宝中綬章[4]